# 阿久津憲二
阿久津 憲二（あくつ けんじ、1943年（昭和18年）3月12日 - ）は、日本の政治家。
栃木県那須塩原市長（1期）、栃木県議会議長（第94代）、栃木県議会議員（6期）、黒磯市議会議員（2期）を務めた。

## 来歴
栃木県出身。栃木県立黒磯高等学校卒業。黒磯市議会議員を2期務めた後、1991年の栃木県議会議員選挙に黒磯市選挙区（定数1）から出馬し、当選。以後、2012年1月まで県議を6期21年間務める（2007年の県議選以降は那須塩原市・那須町選挙区（定数4）から出馬）。2006年3月から第94代栃木県議会議長（～2007年4月）、2008年3月から栃木県議会会派の自由民主党議員会の会長を務めた（2010年6月に自由民主党離党（後述）に伴い退任）。2005年、藍綬褒章を受章。
2009年1月、栃木3区選出衆議院議員の渡辺喜美が自民党を離党。当時、阿久津は渡辺系の栃木県議会議員で組織される「自民温知会」の会長を務めていたが、同会は渡辺が離党後、無所属で活動することを前提で次期衆議院議員総選挙でも渡辺を支援する意向を表明していた。しかし同年4月、渡辺が足利市長選挙において非自民系の大豆生田実を支援したため、自民温知会は解散した。同年7月、衆議院解散後に渡辺はみんなの党を結党。自民党は、引退の意向を表明していた元法務大臣・森山眞弓の栃木3区への擁立を一時期検討しており（後に断念）、阿久津は森山が栃木3区で立候補した場合、自民党を離党するつもりであった、と後に自民党を離党した際に述べた。
2010年6月、同年7月の第22回参議院議員通常選挙において、栃木県選挙区にみんなの党が公認候補を擁立することを決定したことがきっかけで自民党を離党し、みんなの党に入党。栃木県議会では同党の会派「みんなのクラブ」に所属し、顧問を務めた。2011年4月の栃木県議会議員選挙ではみんなの党公認で出馬し、6選。同年5月、「みんなのクラブ」代表に就任。
2011年12月、現職・栗川仁の死去に伴う那須塩原市長選に出馬する意向を表明し、翌2012年1月6日に県議を辞職。市長選には無所属で出馬。阿久津は市長選では市政の「変革」を主張し、栗川市政の継承を訴えた元那須塩原市副市長の君島寛（自民党所属の栃木県議が支援）を114票の僅差で破り、当選した。
再選を目指した2015年12月の市長選では1期4年間の実績を強調したものの、前回僅差で破った君島に1万票以上の差を付けられ落選した。落選を受けて阿久津は政界から引退することを表明した。2016年1月21日、任期満了により市長を退任した。同年11月、旭日中綬章を受章。

## 政策・主張
- みんなの党が一貫して推進の立場を取っている環太平洋戦略的経済連携協定（TPP）の参加の是非については、2011年3月に下野新聞が実施した県議選立候補者アンケートでは「どちらかと言えば賛成」と回答していたが[18]、那須塩原市長選挙への立候補を表明した同年12月23日の後援会総会ではTPPに反対の考えを示している[13]。
- 阿久津の県議会議員辞職に伴い2012年11月に行われた補欠選挙は那須塩原市長選挙と同様に自民党対みんなの党の構図となった。同月15日、みんなの党が支援する候補の演説会に建設関連業者がほとんど参加していないことに対し、阿久津は「誰に仕事もらっているんだと言いたい。自民党じゃないんですよ」などと発言、自民党から批判を受けた[19]。なお、同選挙ではみんなの党が支援した候補者は自民党が支援した候補者に敗れた[20]。2012年12月6日、阿久津は市議会の一般質問で演説会での発言について釈明している[21]。
- 立候補の際、市長の給与3割カットと退職金ゼロの公約を掲げ、当選後に特例条例を制定。2012年4月以降の給与を月額96万円から67万2000円に減額し、退任時の月給は1円にすると定めた。また、退職金は退任時の月給と在任期間を元にした算定により20円になる（特例条例が無かった場合は1935万3600円であった）[22]。